# Nuno José Severo de Mendoça Rolim de Moura Barreto
Nuno José Severo de Mendoça Rolim de Moura Barreto, zweiter Markgraf (Marquês) und erster Herzog (Duque) von Loulé, neunter Graf (Conde) von Vale de Reis (* 6. November 1804 in Lissabon; † 22. Mai 1875 in Lissabon), war ein bedeutender Politiker aus der Zeit der konstitutionellen Monarchie in Portugal. Er war Führer der Historischen Partei, mehrmals Minister und (1856–1859, 1860–1865 und 1869–1870) dreimal Regierungschef des Königreichs Portugal.

## Leben

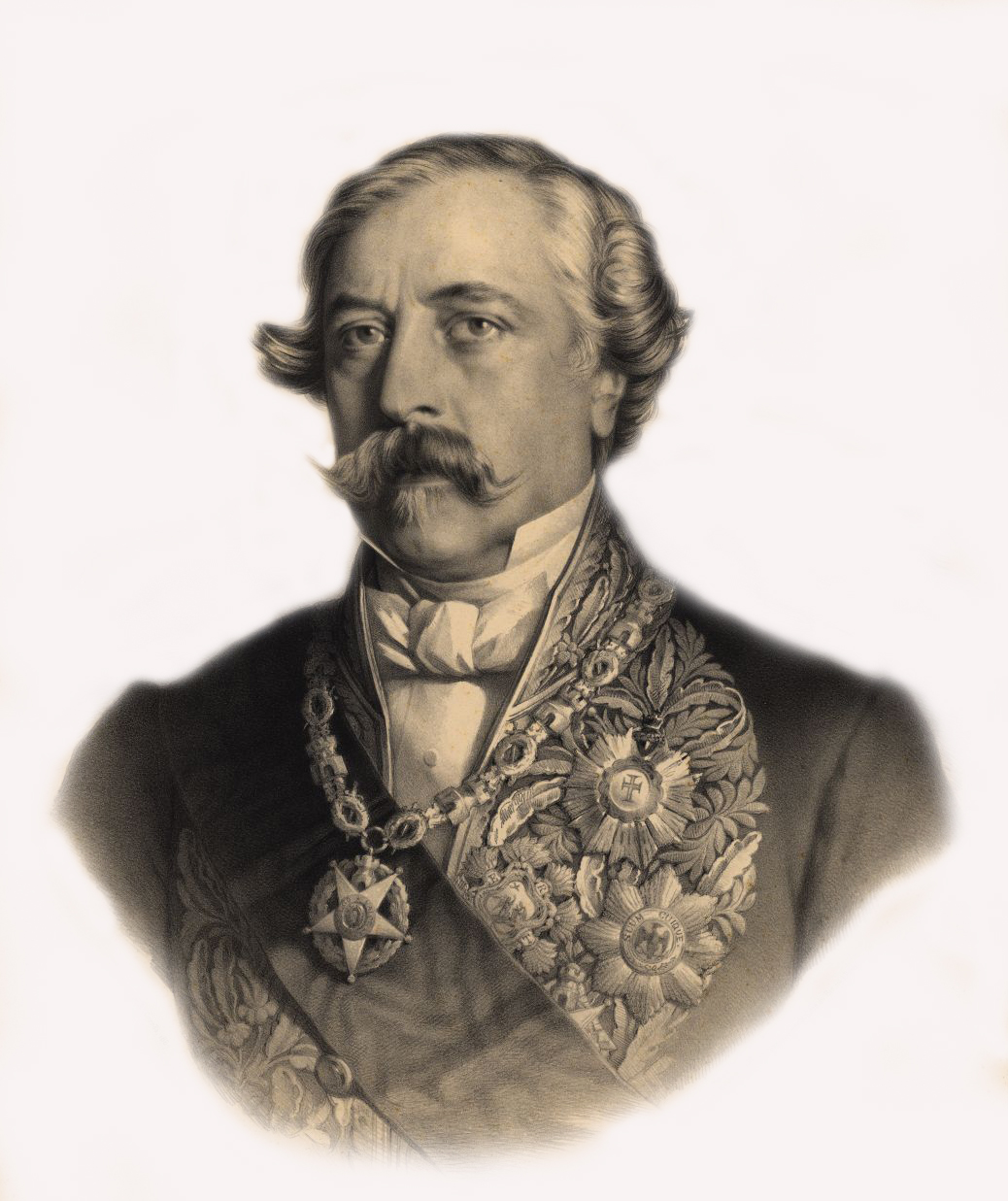
Der Herzog von Loulé

Seine Ausbildung erhielt der spätere Herzog von Loulé, der aus einer adligen Familie stammte, in einer Militärschule. Der in seiner Jugend für sein gutes Aussehen gerühmte Hochadlige heiratete am 5. Dezember 1828 die Prinzessin Ana de Jesus Maria, eine Tochter König Johanns VI. Diese Hochzeit war besonders für die konservativ-absolutistischen Kräfte im Land ein Skandal, da er zwar aus adliger, jedoch nicht regierender Familie stammte, und somit der Prinzessin nicht ebenbürtig war. Die Anfeindungen von absolutistischer Seite trugen dazu bei, dass der Herzog von Loulé, der nach der Machtübernahme der Absolutisten 1830 ins Exil nach Paris gehen musste, ab 1832 auf der Seite der Liberalen am Miguelistenkrieg teilnahm. Von Peter IV. wurde er während des Krieges zunächst zum Außen-, dann zum Marineminister der liberalen Gegenregierung ernannt. Er reist nach Paris, wo er die exilierte Königin Maria II. traf und sie nach Kriegsende auf ihrer triumphalen Heimreise nach Lissabon begleitete. Dort nahm er seine Amtsgeschäfte als Minister wieder auf. In dieser Zeit machte sich bereits die Spaltung der Liberalen in einen konservativen („Cartisten“) und einen linksliberalen Flügel („Setembristen“) bemerkbar, und da Loulé eher die Letzteren unterstützte, wurde er zunehmend zum Ziel von Anfeindungen führender Cartisten, insbesondere des Herzogs von Saldanha. Er trat deshalb Ende 1833 von seinen Ministerposten zurück.
Von 1835 bis 1836 war er erneut portugiesischer Außenminister. Der Herzog von Loulé unterstützte die Septemberrevolution und wurde in die verfassunggebenden Cortes gewählt, die die setembristische Verfassung von 1838 erließen. Nach der Machtübernahme des autoritären Flügels der Cartisten unter António Bernardo da Costa Cabral ging er in die Opposition, konnte sich aber wegen seiner Verwandtschaft zur Königsfamilie vor den Nachstellungen Costa Cabrals relativ sicher fühlen. In dem Bürgerkrieg, der auf den Sturz Cabrals folgte, unterstützte er die setembristische Gegenregierung in Porto. Nachdem die Cartisten zusammen mit britischen und spanischen Kräften im Bürgerkrieg gesiegt hatten, musste Loulé für die Junta von Porto deren Niederlage eingestehen und den Friedensvertrag mit den Cartisten unterschreiben.
Der Herzog von Loulé ließ sich allerdings von diesem Rückschlag nicht in seinen politischen Ideen beirren. Sein großer Gegenspieler, der Herzog von Saldanha, hatte zwischenzeitlich aus den Cartisten die erste politische Partei Portugals, die Regenerationspartei, geformt. Loulé sah die Notwendigkeit, auch die Setembristen zu einer Partei umzubilden, die gegenüber der Regenerationspartei wirkungsvolle Oppositionsarbeit leisten konnte. Auf seine Initiative hin gründete sich 1854 die Historische Partei, deren erster Vorsitzender er wurde.
Bis zum Regierungsantritt Peter V. blieb die Historische Partei in der Opposition. Der neue, junge König war progressiver eingestellt als seine Eltern und entließ deshalb, kurz nachdem er 1856 selbstständig zu regieren begonnen hatte, den bisherigen konservativen Dauer-Ministerpräsidenten, den Herzog von Saldanha, und ernannte stattdessen Loulé zum neuen Regierungschef. Zum ersten Mal, seit Costa Cabral 1842 gegen die aus der Septemberrevolution entstandene Regierung geputscht hatte, war damit wieder die progressive Seite des Parteienspektrums in Portugal an der Macht. Die erste Regierung Loulé hielt bis 1859, als erneut die Konservativen an die Macht kamen. Diese konnten sich allerdings nicht einmal für ein Jahr an der Macht halten, und 1860 wurde Loulé erneut Ministerpräsident.
1861 starben binnen kürzester Zeit König Peter V. und zwei seiner Brüder an einer Fieberepidemie. Der Tod des jungen und im Volk äußerst beliebten Königs führte in Lissabon zu Volksaufständen. Auch wenn der König eines natürlichen Todes verstorben war, hielt sich im Volk das Gerücht, er sei ermordet worden. Urheber dieses Mordes, so ging das Gerücht weiter, sei der Herzog von Loulé gewesen, da dieser seinen eigenen Sohn, der ja mütterlicherseits ein Enkel Johanns VI. war, auf den Thron bringen wollte. Auch wenn dieses Gerücht jeglicher Grundlage entbehrte, wurde der Herzog von Loulé zum Ziel des Volkshasses und wäre während der Unruhen wahrscheinlich gelyncht worden, wenn er sich nicht in eine Kaserne unter den Schutz des Militärs begeben und so in Sicherheit gebracht hätte.
Um mit den Folgen des Volksaufstandes fertigzuwerden, suchte Loulé nun verstärkt die Zusammenarbeit mit der Regenerationspartei und legte damit den Grundstein für die ab 1865 regierende große Koalition. Der Markgraf von Sá da Bandeira, neben Loulé die zweite große Führerfigur der Historischen Partei, war mit diesem Kurs nicht einverstanden und begann einen eigenen Flügel innerhalb der Historischen Partei um sich zu scharen. Wegen dieser Spaltung verlor Loulé seine Regierungsmehrheit. Sein Nachfolger Sá da Bandeira konnte sich allerdings nur kurz an der Regierung halten, auf ihn folgte die schon erwähnte große Koalition. Sá da Bandeira verließ 1867 mit seinen Anhängern die Historische Partei und gründet eine eigene Partei, die Reformistische Partei.
1869 wurde Loulé zum dritten und letzten Mal zum Regierungschef berufen. Sein großer Gegenspieler, der Herzog von Saldanha, befand sich bereits seit 1856 auf verschiedenen Botschafterposten im Ausland und spielte in der portugiesischen Politik keine herausragende Rolle mehr. Im Jahr 1870 kehrte er nach Portugal zurück und verlangte, inzwischen 80-jährig, einen seinen Verdiensten angemessenen Posten in der Regierung. Loulé weigerte sich jedoch, Saldanha das von diesem verlangte Amt des Kriegsministers zu überlassen und wollte ihn nicht in seiner Regierung. Saldanha putschte daraufhin und beendet so die letzte Regierung des Herzogs von Loulé. Saldanha wurde drei Monate später von Sá da Bandeira gestürzt. Loulé erhielt 1871 das Amt des Präsidenten des Oberhauses des portugiesischen Parlaments, das er jedoch 1873 aufgrund politischer Intrigen wieder verlor. Die letzten beiden Jahre vor seinem Tod lebte er zurückgezogen, ohne noch in die aktive Politik einzugreifen.

## Ehrungen
- 1857: Großkreuz des Belgischen Leopoldsordens.[2]
- 1859: Hausorden der Rautenkrone (Königreich Sachsen)